# Shorea bullata
Shorea bullata är en tvåhjärtbladig växtart som beskrevs av Peter Shaw Ashton. Shorea bullata ingår i släktet Shorea och familjen Dipterocarpaceae. Inga underarter finns listade i Catalogue of Life.